# Palpada furcata
Palpada furcata är en tvåvingeart som först beskrevs av Christian Rudolph Wilhelm Wiedemann 1819.  Palpada furcata ingår i släktet Palpada och familjen blomflugor. Inga underarter finns listade i Catalogue of Life.